# Championnats du monde de triathlon sprint 2010
Navigation
Édition suivante
La 1re édition des Championnats du monde de triathlon sprint, organisée par la fédération internationale de triathlon, s´est déroulée à Lausanne, en Suisse, le 21 août 2010.

## Programme
- à 9 h 30 : course individuelle hommes
- à 11 h 30 : course individuelle femmes[1]

## Résultats
| Rang               | Nom            | Pays             | Temps       |
| ------------------ | -------------- | ---------------- | ----------- |
| Médaille d'or      | Lisa Nordén    | Suède            | 58 min 02 s |
| Médaille d'argent  | Emma Moffatt   | Australie        | 58 min 16 s |
| Médaille de bronze | Daniela Ryf    | Suisse           | 58 min 51 s |
| 4                  | Erin Densham   | Australie        | 59 min 09 s |
| 5                  | Felicity Abram | Australie        | 59 min 16 s |
| 6                  | Nicola Spirig  | Suisse           | 59 min 24 s |
| 7                  | Carole Péon    | France           | 59 min 31 s |
| 8                  | Jodie Stimpson | Royaume-Uni      | 59 min 35 s |
| 9                  | Nicky Samuels  | Nouvelle-Zélande | 59 min 42 s |
| 10                 | Anja Dittmer   | Allemagne        | 59 min 45 s |

| Rang               | Nom               | Pays        | Temps       |
| ------------------ | ----------------- | ----------- | ----------- |
| Médaille d'or      | Jonathan Brownlee | Royaume-Uni | 52 min 57 s |
| Médaille d'argent  | Tim Don           | Royaume-Uni | 53 min 10 s |
| Médaille de bronze | David Hauss       | France      | 53 min 16 s |
| 4                  | Brad Kahlefeldt   | Australie   | 53 min 19 s |
| 5                  | Dan Wilson        | Australie   | 53 min 25 s |
| 6                  | Gregor Buchholz   | Allemagne   | 53 min 27 s |
| 7                  | Bryan Keane       | Irlande     | 53 min 33 s |
| 8                  | Jarrod Shoemaker  | États-Unis  | 53 min 37 s |
| 9                  | Sven Riederer     | Suisse      | 53 min 42 s |
| 10                 | Franz Loeschke    | Allemagne   | 53 min 44 s |

| Distances course (kilomètres) | Distances course (kilomètres) | Distances course (kilomètres) |
| Natation                      | Vélo                          | Course à pied                 |
| ----------------------------- | ----------------------------- | ----------------------------- |
| 0,750                         | 20                            | 5                             |

## Tableau des médailles
| Rang  | Nation      | Or | Argent | Bronze | Total |
| ----- | ----------- | -- | ------ | ------ | ----- |
| 1     | Royaume-Uni | 1  | 1      | 0      | 2     |
| 2     | Suède       | 1  | 0      | 0      | 1     |
| 3     | Australie   | 0  | 1      | 0      | 1     |
| 4     | France      | 0  | 0      | 1      | 1     |
| 4     | Suisse      | 0  | 0      | 1      | 1     |
| Total | Total       | 2  | 2      | 2      | 6     |